# Kohei Yoshiyuki
Kohei Yoshiyukis, född 1946, död 21 januari 2022, var en japansk fotograf som blev uppmärksammad i slutet av 1970-talet genom utställningen The Park. Bilderna från utställningen är tagna i parkerna Shinjuku, Yoyogi och Aoyama i Tokyo under 1970-talet. Yoshiyuki dokumenterade nattliga möten i parkerna genom att arbeta med en 35 millimeters kamera utrustad med infraröd film och blixt. Han iakttog och fotograferade de älskande par och de åskådare vilka ständigt balanserade mellan att vara betraktare och deltagare i dessa möten. Mest omtalat med utställningen är hur den gestaltar den tabubelagda övergången från betraktare till deltagare. Efter att The Park visats i Tokyo 1979 förstörde Yoshiyuki en stor del av fotografierna.
Martin Parr skriver i The Photobook: A History, Volume II om utställningen The Park: ”Ett fantastiskt stycke social dokumentation, som väl fångar ensamheten, sorgen och den desperation som så ofta åtföljer sexuella och mänskliga relationer i ett hårt samhälle såsom Tokyo.”